# Praias artificiais
Praias artificiais são grandes piscinas criadas com o intuito de imitar as praias litorâneas. Algumas cidades situadas longes de litorais, criaram suas próprias praias reconstruindo desde ondas de surfe até a sensação térmica do litoral.
 Elas têm ondas, areia e palmeiras, podem estar localizadas no meio do cerrado brasileiro ou no centro da Alemanha, a muitos quilômetros do mar. 
Criadas pelo homem, as praias artificiais servem para refrescar e entreter turistas no mundo todo. 
Em diferentes partes do mundo, as praias artificialmente construídas tornaram-se destinos concorridos, sobretudo no verão. Mais do que uma piscina com areia em volta, elas garantem um ambiente refrescante e divertido para aproveitar os dias de calor. .

## Ligações Externas
- Olímpia – Praias artificiais com ondas